# Retrato de Perugino

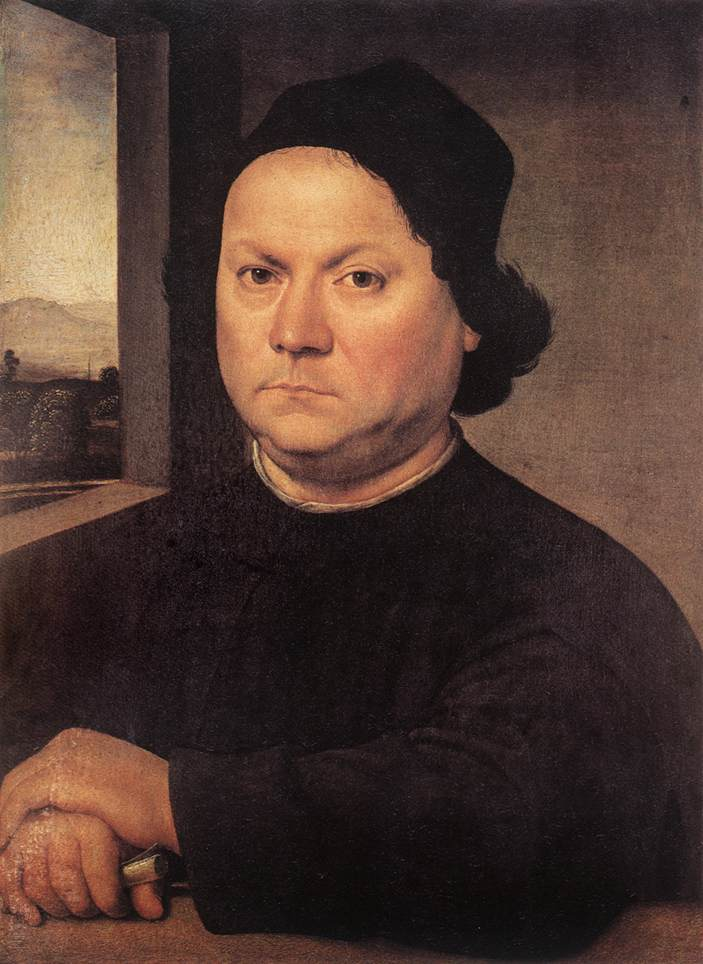
Retrato de Pietro Perugino, Galleria degli Uffizi, Florencia.

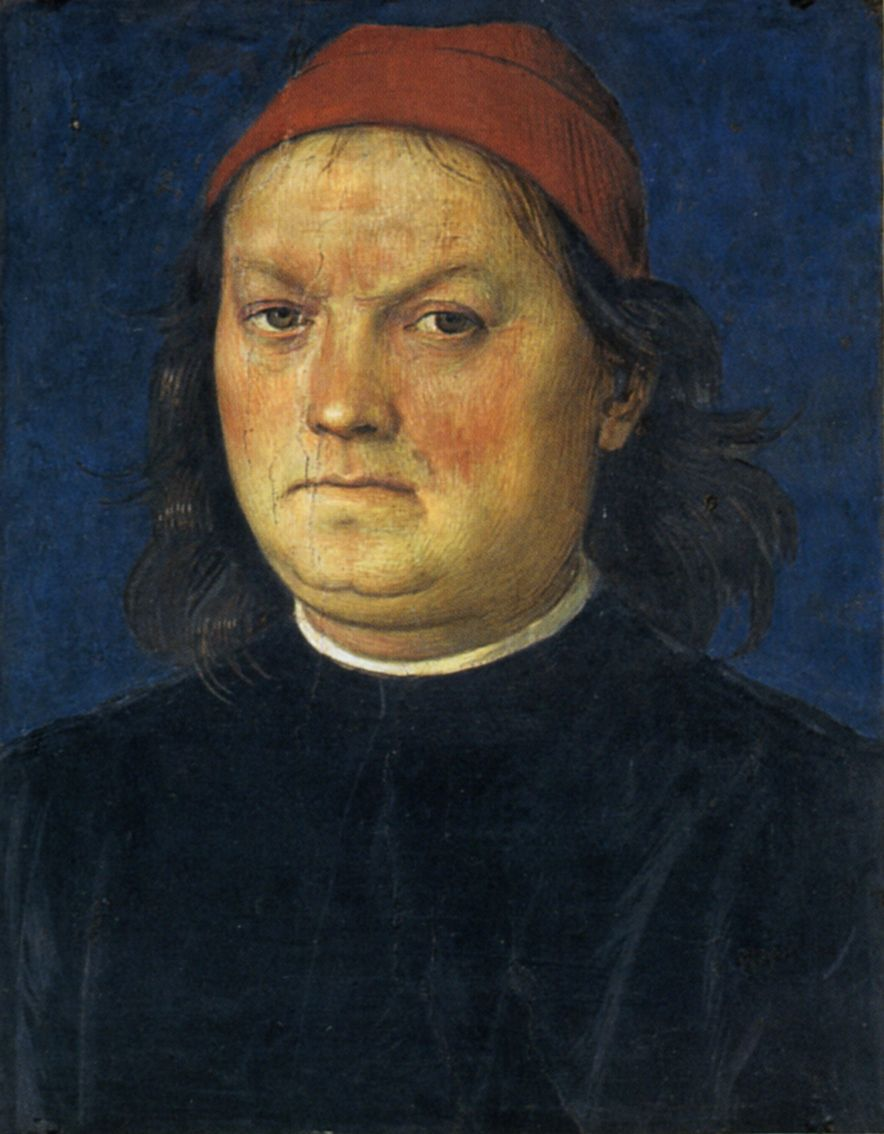
Autorretrato de Pietro Perugino, Collegio del Cambio, Perugia.

Retrato del Perugino es un óleo sobre tabla de 59x46 cm atribuido al joven Rafael Sanzio o a Lorenzo di Credi, datable ca. 1504. Se conserva en la Galleria degli Uffizi (Florencia).

## Historia
La obra se registra en los inventarios de la Galleria desde 1704, cuando se la tomaba por un retrato de Martin Lutero y se atribuía a Hans Holbein el Joven. Posteriormente se identificó como un retrato de Verrocchio por Lorenzo di Credi que había citado Giorgio Vasari en sus Vite (en el comentario de Audin a la edición de 1825, reimpresa por Milanesi en 1879). En 1922 Adolfo Venturi lo atribuyó, siguiendo a Thijs, al Perugino. En 1931 Dagenhart retomó la atribución a Lorenzo di Credi, y lo mismo hicieron Lietzmann (1934), Offner (1934), Beenken (1935) y Ortolani, que finalmente añadieron la posibilidad de atribuirlo al joven Rafael como autor, estableciendo que el retratado era Perugino. Las contribuciones más recientes (Salvini, Bellosi) insisten en el nombre de Rafael, y es a éste al que se atribuye la obra actualmente en la Galleria.
Aunque la identificación con Perugino está ahora bien establecida, gracias a claras comparaciones con el autorretrato de la Sala delle Udienze del Collegio del Cambio, la atribución del autor todavía oscila entre Rafael y Lorenzo di Credi. Los partidarios de la atribución a Rafael hacen referencia a comparaciones con el Retrato de Francesco della Rovere de Florencia o el Retrato viril de la Galería Borghese, considerado también por algunos como un retrato de Perugino.
De esta obra se conocen varias copias: la de la colección White en Londres, la de una colección privada en Viena, la de la Accademia Tadini de Bérgamo, la de Asta Castelloni en Roma (n. 1093) y la de la Gallerie dell'Accademia de Venecia (n. 241).

## Descripción y estilo
El protagonista está retratado a media figura mientras mira al espectador, y tiene las manos apoyadas en una balaustrada en primer plano, con papel enrollado en su puño derecho, como el personaje retratado en el Retrato de joven, también atribuido a Rafael. La escena se ambienta en una estancia con una ventana abierta sobre el paisaje, a la izquierda. El motivo del parapeto y la ventana son una evidente derivación de obras flamencas, en particular de los retratos de Hans Memling. El retratado viste de negro con una camisa blanca que asoma por el cuello, y se cubre con un gorro (berretta). Curiosamente se trat del mismo ropaje que aparece en el Retrato de Lorenzo di Credi atribuido al Perugino, lo que demuestra que tal forma de vestir era común entre los artistas de su ámbito.